# Olympische Sommerspiele 2012/Teilnehmer (Niederlande)
| Gelbes Symbol für Goldmedaillen mit stilisierten Olympischen Ringen | Graues Symbol für Silbermedaillen mit stilisierten Olympischen Ringen | Braundes Symbol für Bronzemedaillen mit stilisierten Olympischen Ringen |
| ------------------------------------------------------------------- | --------------------------------------------------------------------- | ----------------------------------------------------------------------- |
| 6                                                                   | 6                                                                     | 8                                                                       |

Die Niederlande nahmen in London an den Olympischen Spielen 2012 teil. Es war die insgesamt 25. Teilnahme an Olympischen Sommerspielen. Vom NOC*NSF wurden 177 Athleten in 18 Sportarten nominiert.
Fahnenträger bei der Eröffnungsfeier war der Windsurfer Dorian van Rijsselberghe.

## Medaillen
Mit sechs gewonnenen Gold-, sechs Silber- und acht Bronzemedaillen belegte das niederländische Team Platz 12 im Medaillenspiegel.

## Teilnehmer nach Sportarten

### Badminton
| Athleten | Wettbewerb | Gruppenphase | Gruppenphase | Achtelfinale | Achtelfinale | Viertelfinale | Viertelfinale | Halbfinale    | Halbfinale    | Finale        | Finale        | Rang |
| Athleten | Wettbewerb | Punkte       | Rang         | Gegner       | Ergebnis     | Gegner        | Ergebnis      | Gegner        | Ergebnis      | Gegner        | Ergebnis      | Rang |
| -------- | ---------- | ------------ | ------------ | ------------ | ------------ | ------------- | ------------- | ------------- | ------------- | ------------- | ------------- | ---- |
| Frauen   |            |              |              |              |              |               |               |               |               |               |               |      |
| Yao Jie  | Einzel     | 2            | 1            | Saina Nehwal | 14:21, 16:21 | ausgeschieden | ausgeschieden | ausgeschieden | ausgeschieden | ausgeschieden | ausgeschieden | 9    |

### Beachvolleyball
| Athleten                             | Gruppenphase                                                                | Gruppenphase                                                          | Gruppenphase | Gruppenphase | Achtelfinale               | Achtelfinale       | Viertelfinale      | Viertelfinale      | Halbfinale             | Halbfinale         | Finale                | Finale                                     | Rang   |
| Athleten                             | Gegner                                                                      | Ergebnisse                                                            | Punkte       | Rang         | Gegner                     | Ergebnis           | Gegner             | Ergebnis           | Gegner                 | Ergebnis           | Gegner                | Ergebnis                                   | Rang   |
| ------------------------------------ | --------------------------------------------------------------------------- | --------------------------------------------------------------------- | ------------ | ------------ | -------------------------- | ------------------ | ------------------ | ------------------ | ---------------------- | ------------------ | --------------------- | ------------------------------------------ | ------ |
| Frauen                               |                                                                             |                                                                       |              |              |                            |                    |                    |                    |                        |                    |                       |                                            |        |
| Sophie van Gestel Madelein Meppelink | T. Antunes / M. Antonelli B. Palmer / L. Bawden S. Goller / L. Ludwig       | 0:2 (10:21, 19:21) 2:0 (21:19, 21:15) 0:2 (18:21, 14:21)              | 4            | 3            | L. França J. Silva         | 0:2 (10:21, 17:21) | ausgeschieden      | ausgeschieden      | ausgeschieden          | ausgeschieden      | ausgeschieden         | ausgeschieden                              | 9      |
| Marleen van Iersel Sanne Keizer      | Baquerizo / Liliana Kessy / Ross Gallay / Zonta                             | 1:2 (21:14, 16:21, 11:15) 1:2 (15:21, 21:12, 8:15) 2:0 (21:12, 21:16) | 4            | 3            | K. Walsh M. May-Treanor    | 0:2 (13:21,12:21)  | ausgeschieden      | ausgeschieden      | ausgeschieden          | ausgeschieden      | ausgeschieden         | ausgeschieden                              | 9      |
| Männer                               |                                                                             |                                                                       |              |              |                            |                    |                    |                    |                        |                    |                       |                                            |        |
| Reinder Nummerdor Richard Schuil     | I. Hernandez / J. Villafane J. Erdmann / K. Matysik M. Pļaviņš / J. Šmēdiņš | 2:1 (21:18, 17:21, 15:10) 2:0 (21:9, 21:16) 0:2 (14:21, 18:21)        | 5            | 2            | P. Heuscher J. Bellaguarda | 2:0 (22:20, 21:15) | D. Lupo P. Nicolai | 2:0 (21:16, 21:18) | J. Brink J. Reckermann | 0:2 (14:21, 16:21) | M. Pļaviņš J. Šmēdiņš | Spiel um Platz 3 2:1 (19:21, 21:19, 15:11) | Bronze |

### Bogenschießen
| Athleten         | Wettbewerb | Qualifikation | Qualifikation | 1. Runde    | 1. Runde | 2. Runde  | 2. Runde | Achtelfinale | Achtelfinale | Viertelfinale | Viertelfinale | Halbfinale  | Halbfinale | Finale        | Finale                 | Rang |
| Athleten         | Wettbewerb | Ringe         | Rang          | Gegner      | Ergebnis | Gegner    | Ergebnis | Gegner       | Ergebnis     | Gegner        | Ergebnis      | Gegner      | Ergebnis   | Gegner        | Ergebnis               | Rang |
| ---------------- | ---------- | ------------- | ------------- | ----------- | -------- | --------- | -------- | ------------ | ------------ | ------------- | ------------- | ----------- | ---------- | ------------- | ---------------------- | ---- |
| Männer           |            |               |               |             |          |           |          |              |              |               |               |             |            |               |                        |      |
| Rick van der Ven | Einzel     | 671           | 16            | J. Henckels | 6 - 2    | D. Gankin | 7 - 1    | Im Dong-hyun | 7 - 1        | Kuo Cheng-wei | 6 - 0         | T. Furukawa | 5 - 6      | Dai Xiaoxiang | Spiel um Platz 3 5 - 6 | 4    |

### Fechten
| Athleten      | Wettbewerb   | 1. Runde | 1. Runde | 2. Runde        | 2. Runde | Achtelfinale | Achtelfinale | Viertelfinale | Viertelfinale | Halbfinale    | Halbfinale    | Finale        | Finale        | Rang |
| Athleten      | Wettbewerb   | Gegner   | Ergebnis | Gegner          | Ergebnis | Gegner       | Ergebnis     | Gegner        | Ergebnis      | Gegner        | Ergebnis      | Gegner        | Ergebnis      | Rang |
| ------------- | ------------ | -------- | -------- | --------------- | -------- | ------------ | ------------ | ------------- | ------------- | ------------- | ------------- | ------------- | ------------- | ---- |
| Männer        |              |          |          |                 |          |              |              |               |               |               |               |               |               |      |
| Bas Verwijlen | Degen Einzel | –        | –        | Athos Schwantes | 15:10    | Jörg Fiedler | 8:15         | ausgeschieden | ausgeschieden | ausgeschieden | ausgeschieden | ausgeschieden | ausgeschieden | 13   |

### Hockey
| Wettbewerb   | Frauen | Männer |
| ------------ | --- | --- |
| Athleten     | Marilyn Agliotti Naomi van As Merel de Blaey Willemijn Bos Carlien Dirkse van den Heuvel Margot van Geffen Maartje Goderie Eva de Goede Ellen Hoog Kelly Jonker Kim Lammers Kitty van Male Maartje Paumen Sophie Polkamp Joyce Sombroek Lidewij Welten | Sander Baart Billy Bakker Marcel Balkestein Floris Evers Rogier Hofman Robert van der Horst Wouter Jolie Robbert Kemperman Teun de Nooijer Jaap Stockmann Valentin Verga Klaas Vermeulen Bob de Voogd Mink van der Weerden Roderick Weusthof Sander de Wijn |
| Trainer      | Herman Kruis | Paul van Ass |
| Gruppenphase | Belgien 3:0 (1:0) Japan 3:2 (2:0) Volksrepublik China 1:0 (1:0) Südkorea 3:2 (2:1) Großbritannien 2:1 (0:1) | Indien 3:2 (2:0) Belgien 3:1 (0:0) Neuseeland 5:1 (3:1) Deutschland 3:1 (1:1) Südkorea 4:2 (2:0) |
| Halbfinale   | Neuseeland 5:3 nach 7-Meter-Schießen (1:1, 2:2, 2:2) | Großbritannien 9:2 (4:1) |
| Finale       | Argentinien 2:0 (0:0) | Deutschland 1:2 (0:1) |
| Platzierung  | Gold | Silber |

### Judo
| Athleten               | Wettbewerb         | 1. Runde Round of 64 | 1. Runde Round of 64 | 2. Runde Round of 32 | 2. Runde Round of 32 | Achtelfinale Round of 16 | Achtelfinale Round of 16 | Viertelfinale Quarter Final | Viertelfinale Quarter Final | Hoffnungsrunde Halbfinale Repechage | Hoffnungsrunde Halbfinale Repechage | Halbfinale    | Halbfinale    | Hoffnungsrunde Finale Bronze Medal | Hoffnungsrunde Finale Bronze Medal | Finale        | Finale        | Rang   |
| Athleten               | Wettbewerb         | Gegner               | Ergebnis             | Gegner               | Ergebnis             | Gegner                   | Ergebnis                 | Gegner                      | Ergebnis                    | Gegner                              | Ergebnis                            | Gegner        | Ergebnis      | Gegner                             | Ergebnis                           | Gegner        | Ergebnis      | Rang   |
| ---------------------- | ------------------ | -------------------- | -------------------- | -------------------- | -------------------- | ------------------------ | ------------------------ | --------------------------- | --------------------------- | ----------------------------------- | ----------------------------------- | ------------- | ------------- | ---------------------------------- | ---------------------------------- | ------------- | ------------- | ------ |
| Frauen                 |                    |                      |                      |                      |                      |                          |                          |                             |                             |                                     |                                     |               |               |                                    |                                    |               |               |        |
| Birgit Ente            | Klasse bis 48 kg   | -                    | -                    | Éva Csernoviczki     | 001 - 0001           | -                        | -                        | -                           | -                           | -                                   | -                                   | -             | -             | -                                  | -                                  | -             | -             | -      |
| Elisabeth Willeboordse | Klasse bis 63 kg   | -                    | -                    | Caren Chammas        | 110 - 0001           | Séverine Nébié           | 100 - 0001               | Lili Xu                     | 0001 - 100                  | Yoshie Ueno                         | 000 - 001                           | -             | -             | -                                  | -                                  | -             | -             | 7      |
| Edith Bosch            | Klasse bis 70 kg   | -                    | -                    | -                    | -                    | Sally Conway             | 010 - 0001               | Kerstin Thiele              | 000 - 0101                  | Haruka Tachimoto                    | 0011 - 0002                         | -             | -             | Hwang Ye-sul                       | 0011 - 0011                        | -             | -             | 3      |
| Marhinde Verkerk       | Klasse bis 78 kg   | -                    | -                    | Freilos              | Freilos              | Akari Ogata              | 002 - 011 SON            | Gemma Gibbons               | 000 - 010 OUG               | Yang Xiuli                          | 000 (GS) - 000                      | -             | -             | Mayra Aguiar                       | 000 - 100 KSG                      | -             | -             | 5      |
| Männer                 |                    |                      |                      |                      |                      |                          |                          |                             |                             |                                     |                                     |               |               |                                    |                                    |               |               |        |
| Jeroen Mooren          | Klasse bis 60 kg   | -                    | -                    | Artiom Arshansky     | 001 - 001            | -                        | -                        | -                           | -                           | -                                   | -                                   | -             | -             | -                                  | -                                  | -             | -             | -      |
| Dex Elmont             | Klasse bis 73 kg   | -                    | -                    | Emmanuel Nartey      | 111 - 0003           | Bruno Mendonça           | 0011 - 0002              | Ugo Legrand                 | 100 - 000                   | -                                   | -                                   | Riki Nakaya   | 000 - 0001    | Saindschargalyn Njam-Otschir       | 0011 - 0002                        | -             | -             | 5      |
| Guillaume Elmont       | Klasse bis 81 kg   | -                    | -                    | Alain Schmitt        | 000 - 0001           | -                        | -                        | -                           | -                           | -                                   | -                                   | -             | -             | -                                  | -                                  | -             | -             | -      |
| Henk Grol              | Klasse bis 100 kg  | -                    | -                    | Dominic Dugasse      | 101 TGM - 000        | Luciano Corrêa           | 0101 P05 - 0003          | Dimitri Peters              | 0001 - 010 KUG              | Lukáš Krpálek                       | 101 UMA - 000                       | -             | -             | Hwang Hee-tae                      | 010 UMG - 000                      | -             | -             | Bronze |
| Luuk Verbij            | Klasse über 100 kg | -                    | -                    | Barna Bor            | 0002 - 001 P29       | ausgeschieden            | ausgeschieden            | ausgeschieden               | ausgeschieden               | ausgeschieden                       | ausgeschieden                       | ausgeschieden | ausgeschieden | ausgeschieden                      | ausgeschieden                      | ausgeschieden | ausgeschieden |        |

### Leichtathletik
Laufen und Gehen
| Athleten                                                                                       | Wettbewerb        | Vorlauf          | Vorlauf          | Halbfinale       | Halbfinale       | Finale           | Finale           | Rang             |
| Athleten                                                                                       | Wettbewerb        | Zeit             | Rang             | Zeit             | Rang             | Zeit             | Rang             | Rang             |
| ---------------------------------------------------------------------------------------------- | ----------------- | ---------------- | ---------------- | ---------------- | ---------------- | ---------------- | ---------------- | ---------------- |
| Frauen                                                                                         |                   |                  |                  |                  |                  |                  |                  |                  |
| Dafne Schippers                                                                                | 200 m             | nicht angetreten | nicht angetreten | nicht angetreten | nicht angetreten | nicht angetreten | nicht angetreten | nicht angetreten |
| Hilda Kibet                                                                                    | Marathon          | –                | –                | –                | –                | 2:28:52 h        | 24               | 24               |
| Lornah Kiplagat                                                                                | Marathon          | –                | –                | –                | –                | DNF              | -                | -                |
| Esther Akihary Marit Dopheide Eva Lubbers Jamile Samuel Kadene Vassell Dafne Schippers         | 4 × 100-m-Staffel | 42,45 s          | 5                | –                | –                | 42,70 s          | 6                | 6                |
| Männer                                                                                         |                   |                  |                  |                  |                  |                  |                  |                  |
| Churandy Martina                                                                               | 100 m             | 10,20 s          | 20               | 9,91 s           | 5                | 9,94 s           | 6                | 6                |
| Churandy Martina                                                                               | 200 m             | 20,58 s          | 17               | 20,17 s          | 4                | 20,00 s          | 5                | 5                |
| Robert Lathouwers                                                                              | 800 m             | 1:46,06 min      | 10               | 1:45,85 min      | 16               | ausgeschieden    | ausgeschieden    | 16               |
| Gregory Sedoc                                                                                  | 110 m Hürden      | 13,52 s          | 17               | DNF              | -                | ausgeschieden    | ausgeschieden    | -                |
| Wouter Brus Giovanni Codrington Jerrel Feller Patrick van Luijk Brian Mariano Churandy Martina | 4 × 100-m-Staffel | nicht angetreten | nicht angetreten | nicht angetreten | nicht angetreten | nicht angetreten | nicht angetreten | nicht angetreten |

Springen und Werfen
| Athleten       | Wettbewerb  | Qualifikation | Qualifikation | Finale        | Finale        | Rang |
| Athleten       | Wettbewerb  | Weite/Höhe    | Rang          | Weite/Höhe    | Rang          | Rang |
| -------------- | ----------- | ------------- | ------------- | ------------- | ------------- | ---- |
| Frauen         |             |               |               |               |               |      |
| Monique Jansen | Diskuswurf  | 57,50 m       | 31            | ausgeschieden | ausgeschieden | 31   |
| Männer         |             |               |               |               |               |      |
| Rutger Smith   | Diskuswurf  | 63,09 m       | 16            | ausgeschieden | ausgeschieden | 16   |
| Erik Cadée     | Diskuswurf  | 63,55 m       | 12            | 62,78 m       | 10            | 10   |
| Rutger Smith   | Kugelstoßen | 20,08 m       | 14            | ausgeschieden | ausgeschieden | 14   |

Mehrkampf
| Athletinnen        | 100 m Hürden | 100 m Hürden | Hochsprung | Hochsprung | Kugelstoßen | Kugelstoßen | 200 m   | 200 m  | Weitsprung | Weitsprung | Speerwurf | Speerwurf | 800 m       | 800 m  | Punkte | Rang |
| Athletinnen        | Zeit         | Punkte       | Höhe       | Punkte     | Weite       | Punkte      | Zeit    | Punkte | Weite      | Punkte     | Weite     | Punkte    | Zeit        | Punkte | Punkte | Rang |
| ------------------ | ------------ | ------------ | ---------- | ---------- | ----------- | ----------- | ------- | ------ | ---------- | ---------- | --------- | --------- | ----------- | ------ | ------ | ---- |
| Siebenkampf Frauen |              |              |            |            |             |             |         |        |            |            |           |           |             |        |        |      |
| Nadine Broersen    | 13,64 s      | 1030         | 1,86 m     | 2084       | 13,57 m     | 2849        | 25,13 s | 3724   | 5,94 m     | 4555       | 51,98 m   | 5454      | 2:16,98 min | 6319   | 6319   | 13   |
| Dafne Schippers    | 13,48 s      | 1053         | 1,80 m     | 2031       | 13,67 m     | 2803        | 22,83 s | 3899   | 6,28 m     | 4836       | 36,63 m   | 5439      | 2:15,52 min | 6324   | 6324   | 12   |

| Athleten           | 100 m   | 100 m  | Weitsprung | Weitsprung | Kugelstoßen | Kugelstoßen | Hochsprung | Hochsprung | 400 m   | 400 m  | 110 m Hürden | 110 m Hürden | Diskuswurf | Diskuswurf | Stabhochsprung | Stabhochsprung | Speerwurf | Speerwurf | 1500 m      | 1500 m | Punkte | Rang |
| Athleten           | Zeit    | Punkte | Weite      | Punkte     | Weite       | Punkte      | Höhe       | Punkte     | Zeit    | Punkte | Zeit         | Punkte       | Weite      | Punkte     | Höhe           | Punkte         | Weite     | Punkte    | Zeit        | Punkte | Punkte | Rang |
| ------------------ | ------- | ------ | ---------- | ---------- | ----------- | ----------- | ---------- | ---------- | ------- | ------ | ------------ | ------------ | ---------- | ---------- | -------------- | -------------- | --------- | --------- | ----------- | ------ | ------ | ---- |
| Zehnkampf Männer   |         |        |            |            |             |             |            |            |         |        |              |              |            |            |                |                |           |           |             |        |        |      |
| Eelco Sintnicolaas | 10,85 s | 894    | 7,37 m     | 903        | 14,18 m     | 739         | 1,93 m     | 740        | 48,85 s | 868    | 14,43        | 920          | 32,26 m    | 509        | 5,30 m         | 1004           | 58,82 m   | 720       | 4:31,17 min | 737    | 8034   | 11   |
| Ingmar Vos         | 10,98 s | 865    | 7,27 m     | 878        | 13,77 m     | 714         | 1,96 m     | 767        | 49,62 s | 832    | 14,61 s      | 897          | 42,26 m    | 711        | 4,50 m         | 760            | 61,60 m   | 762       | 4:50,01 min | 619    | 7805   | 21   |

### Radsport

#### Bahn
| Athleten                                                                  | Wettbewerb            | Qualifikation | Qualifikation | Finals       | Finals | Rang |
| Athleten                                                                  | Wettbewerb            | Zeit          | Rang          | Zeit         | Rang   | Rang |
| ------------------------------------------------------------------------- | --------------------- | ------------- | ------------- | ------------ | ------ | ---- |
| Frauen                                                                    |                       |               |               |              |        |      |
| Willy Kanis                                                               | Sprint                | 11,322 s      | 11            | –            | 9      | 9    |
| Willy Kanis                                                               | Keirin                | –             | 6             | –            | 4      | 12   |
| Willy Kanis Yvonne Hijgenaar                                              | Teamsprint            | 33,253 s      | 5             | 3:23,256 min | 6      | 6    |
| Ellen van Dijk Vera Koedooder Amy Pieters Kirsten Wild                    | Mannschaftsverfolgung | 3:21,602 min  | 6             | –            |        |      |
| Männer                                                                    |                       |               |               |              |        |      |
| Levi Heimans Jenning Huizenga Wim Stroetinga Tim Veldt Michael Vingerling | Mannschaftsverfolgung | 4:03,818 min  | 8             | 4:04,569 min | 7      | 7    |

Mehrkampf
| Omnium Frauen |                  |                  |                  |                  |                  |                  |                  |                  |                  |                  |                  |                  |
| Kirsten Wild  | 14,335 s         | 4                | 2                | 16               | 5                | 3:39,741 min     | 6                | 4                | 37,152 s         | 15               | 50               | 6                |
| Omnium Männer |                  |                  |                  |                  |                  |                  |                  |                  |                  |                  |                  |                  |
| Teun Mulder   | nicht angetreten | nicht angetreten | nicht angetreten | nicht angetreten | nicht angetreten | nicht angetreten | nicht angetreten | nicht angetreten | nicht angetreten | nicht angetreten | nicht angetreten | nicht angetreten |

#### Straße
| Athleten             | Wettbewerb       | Zeit                     | Rang                     |
| -------------------- | ---------------- | ------------------------ | ------------------------ |
| Frauen               |                  |                          |                          |
| Ellen van Dijk       | Straßenrennen    | außerhalb des Zeitlimits | außerhalb des Zeitlimits |
| Marianne Vos         | Straßenrennen    | 3:35:29 h                | Gold                     |
| Loes Gunnewijk       | Straßenrennen    | außerhalb des Zeitlimits | außerhalb des Zeitlimits |
| Annemiek van Vleuten | Straßenrennen    | 3:35:56 h                | 14                       |
| Ellen van Dijk       | Einzelzeitfahren | 38:53,68 min             | 8                        |
| Marianne Vos         | Einzelzeitfahren | 40:40,79 min             | 16                       |
| Männer               |                  |                          |                          |
| Niki Terpstra        | Straßenrennen    | 5:46:37 h                | 82                       |
| Lieuwe Westra        | Straßenrennen    | 5:46:47 h                | 97                       |
| Lars Boom            | Straßenrennen    | 5:46:05 h                | 11                       |
| Robert Gesink        | Straßenrennen    | 5:46:05 h                | 23                       |
| Sebastian Langeveld  | Straßenrennen    | 5:46:37 h                | 74                       |
| Lieuwe Westra        | Einzelzeitfahren | 54:19,62 min             | 11                       |
| Lars Boom            | Einzelzeitfahren | 55:29,74 min             | 22                       |

#### Mountainbike
| Athleten       | Wettbewerb    | Zeit      | Rang |
| -------------- | ------------- | --------- | ---- |
| Männer         |               |           |      |
| Rudi van Houts | Cross-Country | 1:32:53 h | 17   |

#### BMX
| Athleten              | Wettbewerb | Qualifikation | Qualifikation | Viertelfinale | Viertelfinale | Halbfinale    | Halbfinale    | Finale        | Finale        | Rang   |
| Athleten              | Wettbewerb | Zeit          | Rang          | Punkte        | Rang          | Punkte        | Rang          | Zeit          | Rang          | Rang   |
| --------------------- | ---------- | ------------- | ------------- | ------------- | ------------- | ------------- | ------------- | ------------- | ------------- | ------ |
| Frauen                |            |               |               |               |               |               |               |               |               |        |
| Laura Smulders        | Race       | 39,420 s      | 6             | –             | –             | 11            | 3             | 38,231 s      | 3             | Bronze |
| Männer                |            |               |               |               |               |               |               |               |               |        |
| Raymon van der Biezen | Race       | 37,779 s      | 1             | 3             | 1             | 8             | 2             | 38,492 s      | 4             | 4      |
| Twan van Gendt        | Race       | 38,339 s      | 3             | 7             | 1             | 8             | 2             | 44,744 s      | 5             | 5      |
| Jelle van Gorkom      | Race       | 39,529 s      | 21            | 31            | 7             | ausgeschieden | ausgeschieden | ausgeschieden | ausgeschieden | 27     |

### Reiten
| Athleten                                                          | Wettbewerb | Prozent                  | Rang |
| ----------------------------------------------------------------- | ---------- | ------------------------ | ---- |
| Dressur                                                           |            |                          |      |
| Anky van Grunsven                                                 | Einzel     |                          |      |
| Edward Gal                                                        | Einzel     |                          |      |
| Adelinde Cornelissen                                              | Einzel     |                          |      |
| Patrick van der Meer                                              | Einzel     |                          |      |
| Anky van Grunsven Edward Gal Adelinde Cornelissen                 | Mannschaft |                          |      |
| Athleten                                                          | Wettbewerb | Fehlerpunkte             | Rang |
| Springen                                                          |            |                          |      |
| Marc Houtzager                                                    | Einzel     |                          |      |
| Gerco Schröder                                                    | Einzel     |                          |      |
| Maikel van der Vleuten                                            | Einzel     |                          |      |
| Jur Vrieling                                                      | Einzel     |                          |      |
| Marc Houtzager Gerco Schröder Maikel van der Vleuten Jur Vrieling | Mannschaft |                          |      |
| Athleten                                                          | Wettbewerb | Strafpunkte              | Rang |
| Vielseitigkeit                                                    |            |                          |      |
| Andrew Heffernan                                                  | Einzel     | 75,00                    | 33   |
| Tim Lips                                                          | Einzel     | 86,70                    | 38   |
| Elaine Pen                                                        | Einzel     | Eliminated Cross Country | -    |
| Andrew Heffernan Tim Lips Elaine Pen                              | Mannschaft | 1161,70                  | 11   |

### Rudern
| Athleten | Wettbewerb                  | Vorlauf     | Vorlauf | Vorlauf        | Hoffnungslauf | Hoffnungslauf | Hoffnungslauf  | Viertelfinale | Viertelfinale | Viertelfinale | Halbfinale  | Halbfinale | Halbfinale    | Finale      | Finale | Rang   |
| Athleten | Wettbewerb                  | Zeit        | Rang    | Qualifikation  | Zeit          | Rang          | Qualifikation  | Zeit          | Rang          | Qualifikation | Zeit        | Rang       | Qualifikation | Zeit        | Rang   | Rang   |
| --- | --------------------------- | ----------- | ------- | -------------- | ------------- | ------------- | -------------- | ------------- | ------------- | ------------- | ----------- | ---------- | ------------- | ----------- | ------ | ------ |
| Frauen |                             |             |         |                |               |               |                |               |               |               |             |            |               |             |        |        |
| Inge Janssen Ellen Hogerwerf | Doppelzweier                | 7:00,10 min | 4       | Hoffnungslauf  | 7:19,80 min   | 5             | Finale B       | –             | –             | –             | –           | –          | –             | 7:29,57 min | 8      | 8      |
| Annemiek de Haan Carline Bouw Nienke Kingma Roline Repelaer van Driel Claudia Belderbos Chantal Achterberg Sytske de Groot Jacobine Veenhoven Anne Schellekens | Achter                      | 6:18,98 min | 3       | Hoffnungslauf  | 6:15,36 min   | 1             | Finale A       | –             | –             | –             | –           | –          | –             | 6:13,12 min | 3      | Bronze |
| Maaike Head Rianne Sigmund | Leichtgewichts-Doppelzweier | 7:10,49 min | 4       | Hoffnungslauf  | 7:19,26 min   | 1             | Halbfinale A/B | –             | –             | –             | 7:19,31 min | 5          | Finale B      | 7:20,36 min | 8      | 8      |
| Männer |                             |             |         |                |               |               |                |               |               |               |             |            |               |             |        |        |
| Meindert Klem Nanne Sluis | Zweier                      | 6:25,90 min | 3       | Halbfinale A/B | –             | –             | –              | –             | –             | –             | 7:13,77 min | 6          | Finale B      | 7:05,12 min | 11     | 11     |
| Boaz Meylink Kaj Hendriks Ruben Knab Mechiel Versluis | Vierer                      | 5:55,99 min | 2       | Halbfinale A/B | –             | –             | –              | –             | –             | –             | 6:03,71 min | 5          | Finale A      | 6:14,78 min | 5      | 5      |
| Diederik Simon Olivier Siegelaar Jozef Klaassen Sjoerd Hamburger Matthijs Vellenga Rogier Blink Mitchel Steenman Roel Braas Peter Wiersum                      | Achter                      | 5:28,99 min | 3       | Hoffnungslauf  | 5:27,98 min   | 3             | Finale A       | –             | –             | –             | –           | –          | –             | 5:51,72 min | 5      | 5      |
| Tycho Muda Vincent Muda Roeland Lievens Tim Heijbrock | Leichtgewichts-Vierer       | 5:52,47 min | 2       | Halbfinale A/B | –             | –             | –              | –             | –             | –             | 6:01,37 min | 5          | Finale A      | 6:11,39 min | 6      | 6      |

### Schießen
| Athleten          | Wettbewerb      | Qualifikation | Qualifikation | Finale | Finale | Ringe | Rang |
| Athleten          | Wettbewerb      | Ringe         | Rang          | Ringe  | Rang   | Ringe | Rang |
| ----------------- | --------------- | ------------- | ------------- | ------ | ------ | ----- | ---- |
| Männer            |                 |               |               |        |        |       |      |
| Peter Hellenbrand | Luftgewehr 10 m | 596           | 7             | 103,8  | 1      | 699,8 | 5    |

### Schwimmen
| Athleten                                                                                                  | Wettbewerb                 | Vorlauf      | Vorlauf | Halbfinale    | Halbfinale    | Finale        | Finale        | Rang   |
| Athleten                                                                                                  | Wettbewerb                 | Zeit         | Rang    | Zeit          | Rang          | Zeit          | Rang          | Rang   |
| --- | -------------------------- | ------------ | ------- | ------------- | ------------- | ------------- | ------------- | ------ |
| Frauen |                            |              |         |               |               |               |               |        |
| Ranomi Kromowidjojo                                                                                       | 50 m Freistil              | 24,51 s      | 1       | 24,07 s       | 1             | 24,05 s       | 1             | Gold   |
| Marleen Veldhuis                                                                                          | 50 m Freistil              | 24,57 s      | 2       | 24,50 s       | 3             | 24,39 s       | 3             | Bronze |
| Ranomi Kromowidjojo                                                                                       | 100 m Freistil             | 53,66 s      | 5       | 53,05 s       | 1             | 53,00 s       | 1             | Gold   |
| Femke Heemskerk                                                                                           | 100 m Freistil             | 54,43 s      | 15      | 54,13 s       | 11            | ausgeschieden | ausgeschieden | 11     |
| Femke Heemskerk                                                                                           | 200 m Freistil             | DNS          | DNS     | ausgeschieden | ausgeschieden | ausgeschieden | ausgeschieden | -      |
| Inge Dekker                                                                                               | 100 m Schmetterling        | 58,30 s      | 10      | DNS           | DNS           | ausgeschieden | ausgeschieden | -      |
| Moniek Nijhuis                                                                                            | 100 m Brust                | 1:08,31 min  | 20      | ausgeschieden | ausgeschieden | ausgeschieden | ausgeschieden | 20     |
| Sharon van Rouwendaal                                                                                     | 100 m Rücken               | 1:00,61 min  | 20      | ausgeschieden | ausgeschieden | ausgeschieden | ausgeschieden | 20     |
| Sharon van Rouwendaal                                                                                     | 200 m Rücken               | 2:10,60 min  | 16      | 2:09,50 min   | 11            | ausgeschieden | ausgeschieden | 11     |
| Ranomi Kromowidjojo Marleen Veldhuis Inge Dekker Femke Heemskerk Hinkelien Schreuder Saskia de Jonge      | 4 × 100-m-Freistil-Staffel | 3:37,76 min  | 3       | –             | –             | 3:33,79 min   | 2             | Silber |
| Ranomi Kromowidjojo Marleen Veldhuis Inge Dekker Femke Heemskerk Moniek Nijhuis Sharon van Rouwendaal     | 4 × 100-m-Lagen-Staffel    | 3:59,19 min  | 5       | –             | –             | 3:57,28 min   | 6             | 6      |
| Männer |                            |              |         |               |               |               |               |        |
| Sebastiaan Verschuren                                                                                     | 100 m Freistil             | 48,37 s      | 3       | 48,13 s       | 4             | 47,88 s       | 5             | 5      |
| Sebastiaan Verschuren                                                                                     | 200 m Freistil             | 1:47,31 min  | 11      | 1:46,95 min   | 11            | ausgeschieden | ausgeschieden | 11     |
| Job Kienhuis                                                                                              | 1500 m Freistil            | 15:03,16 min | 11      | –             | –             | ausgeschieden | ausgeschieden | 11     |
| Joeri Verlinden                                                                                           | 100 m Schmetterling        | 52,07 s      | 6       | 51,75 s       | 5             | 51,82 s       | 6             | 6      |
| Lennart Stekelenburg                                                                                      | 100 m Brust                | 1:00,96 min  | 20      | ausgeschieden | ausgeschieden | ausgeschieden | ausgeschieden | 20     |
| Nick Driebergen                                                                                           | 100 m Rücken               | 53,62 s      | 6       | 53,81 s       | 10            | ausgeschieden | ausgeschieden | 10     |
| Bastiaan Lijesen                                                                                          | 100 m Rücken               | 54,88 s      | 23      | ausgeschieden | ausgeschieden | ausgeschieden | ausgeschieden | 23     |
| Sebastiaan Verschuren Nick Driebergen Joeri Verlinden Lennart Stekelenburg Dion Dreesens Bastiaan Lijesen | 4 × 100-m-Lagen-Staffel    | 3:33,78 min  | 5       | –             | –             | 3:33,46 min   | 7             | 7      |

### Segeln
Fleet Race
| Athleten                      | Wettbewerb      | Qualifikation | Qualifikation | Medal Race    | Medal Race    | Punkte | Rang   |
| Athleten                      | Wettbewerb      | Punkte        | Rang          | Punkte        | Rang          | Punkte | Rang   |
| ----------------------------- | --------------- | ------------- | ------------- | ------------- | ------------- | ------ | ------ |
| Frauen                        |                 |               |               |               |               |        |        |
| Marit Bouwmeester             | Laser Radial    | 33            | 1             | 4             | 2             | 37     | Silber |
| Lobke Berkhout Lisa Westerhof | 470er           | 52            | 3             | 12            | 3             | 64     | Bronze |
| Männer                        |                 |               |               |               |               |        |        |
| Dorian van Rijsselberghe      | Windsurfen RS:X | 15            | 1             | 1             | 1             | 15     | Gold   |
| Rutger van Schaardenburg      | Laser           | 130           | 14            | ausgeschieden | ausgeschieden | 130    | 14     |
| Sven Coster Kalle Coster      | 470er           | 105           | 12            | ausgeschieden | ausgeschieden | 105    | 12     |
| Pieter-Jan Postma             | Finn Dinghy     | 42            | 3             | 10            | 4             | 52     | 4      |

Match Race
| Athletinnen                                        | Wettbewerb  | Round Robin | Round Robin | Viertelfinale | Viertelfinale | Halbfinale    | Halbfinale    | Finale        | Finale        | Rang |
| Athletinnen                                        | Wettbewerb  | Bilanz      | Rang        | Gegner        | Ergebnis      | Gegner        | Ergebnis      | Gegner        | Ergebnis      | Rang |
| -------------------------------------------------- | ----------- | ----------- | ----------- | ------------- | ------------- | ------------- | ------------- | ------------- | ------------- | ---- |
| Frauen                                             |             |             |             |               |               |               |               |               |               |      |
| Renée Groeneveld Marcelien de Koning Annemieke Bes | Elliott 6 m | 4:7         | 8           | Australien    | 1:3           | ausgeschieden | ausgeschieden | ausgeschieden | ausgeschieden | 8    |

### Taekwondo
| Athleten     | Wettbewerb       | Achtelfinale      | Achtelfinale | Viertelfinale  | Viertelfinale | Halbfinale    | Halbfinale    | Finale        | Finale        | Rang |
| Athleten     | Wettbewerb       | Gegner            | Ergebnis     | Gegner         | Ergebnis      | Gegner        | Ergebnis      | Gegner        | Ergebnis      | Rang |
| ------------ | ---------------- | ----------------- | ------------ | -------------- | ------------- | ------------- | ------------- | ------------- | ------------- | ---- |
| Männer       |                  |                   |              |                |               |               |               |               |               |      |
| Tommy Mollet | Klasse bis 80 kg | Abdelrahman Ahmed | 9:8          | Arman Jeremjan | 4:6           | ausgeschieden | ausgeschieden | ausgeschieden | ausgeschieden | 7    |

### Tischtennis
| Athleten                     | Wettbewerb | 1. Runde | 1. Runde | 2. Runde | 2. Runde | 3. Runde           | 3. Runde | 4. Runde         | 4. Runde | Viertelfinale       | Viertelfinale | Halbfinale    | Halbfinale    | Finale        | Finale        | Rang |
| Athleten                     | Wettbewerb | Gegner   | Ergebnis | Gegner   | Ergebnis | Gegner             | Ergebnis | Gegner           | Ergebnis | Gegner              | Ergebnis      | Gegner        | Ergebnis      | Gegner        | Ergebnis      | Rang |
| ---------------------------- | ---------- | -------- | -------- | -------- | -------- | ------------------ | -------- | ---------------- | -------- | ------------------- | ------------- | ------------- | ------------- | ------------- | ------------- | ---- |
| Frauen                       |            |          |          |          |          |                    |          |                  |          |                     |               |               |               |               |               |      |
| Li Jiao                      | Einzel     | Freilos  | Freilos  | Freilos  | Freilos  | Marharyta Pessozka | 4:0      | Elizabeta Samara | 4:2      | Li Xiaoxia          | 0:4           | ausgeschieden | ausgeschieden | ausgeschieden | ausgeschieden | 5    |
| Li Jie                       | Einzel     | Freilos  | Freilos  | Freilos  | Freilos  | Natalia Partyka    | 4:2      | Ai Fukuhara      | 3:4      | ausgeschieden       | ausgeschieden | ausgeschieden | ausgeschieden | ausgeschieden | ausgeschieden | 9    |
| Li Jiao Li Jie Jelena Timina | Mannschaft | Ägypten  | 3:0      | –        | –        | –                  | –        | –                | –        | Volksrepublik China | 0:3           | ausgeschieden | ausgeschieden | ausgeschieden | ausgeschieden | 5    |

### Tennis
| Athleten                      | Wettbewerb | 1. Runde                    | 1. Runde       | 2. Runde      | 2. Runde      | Achtelfinale  | Achtelfinale  | Viertelfinale | Viertelfinale | Halbfinale    | Halbfinale    | Finale        | Finale        | Rang |
| Athleten                      | Wettbewerb | Gegner                      | Ergebnis       | Gegner        | Ergebnis      | Gegner        | Ergebnis      | Gegner        | Ergebnis      | Gegner        | Ergebnis      | Gegner        | Ergebnis      | Rang |
| ----------------------------- | ---------- | --------------------------- | -------------- | ------------- | ------------- | ------------- | ------------- | ------------- | ------------- | ------------- | ------------- | ------------- | ------------- | ---- |
| Männer                        |            |                             |                |               |               |               |               |               |               |               |               |               |               |      |
| Robin Haase                   | Einzel     | Richard Gasquet             | 3:6, 3:6       | ausgeschieden | ausgeschieden | ausgeschieden | ausgeschieden | ausgeschieden | ausgeschieden | ausgeschieden | ausgeschieden | ausgeschieden | ausgeschieden | –    |
| Robin Haase Jean-Julien Rojer | Doppel     | Leander Paes Vishnu Vardhan | 6:71, 6:4, 2:6 | ausgeschieden | ausgeschieden | –             | –             | ausgeschieden | ausgeschieden | ausgeschieden | ausgeschieden | ausgeschieden | ausgeschieden | –    |

### Trampolinturnen
| Athleten       | Wettbewerb | Qualifikation | Qualifikation | Finale        | Finale        | Rang |
| Athleten       | Wettbewerb | Punkte        | Rang          | Punkte        | Rang          | Rang |
| -------------- | ---------- | ------------- | ------------- | ------------- | ------------- | ---- |
| Frauen         |            |               |               |               |               |      |
| Andrea Lenders | Einzel     | 98,115        | 13            | ausgeschieden | ausgeschieden | 13   |

### Triathlon
| Athleten       | Wettbewerb | Zeit      | Rang |
| -------------- | ---------- | --------- | ---- |
| Frauen         |            |           |      |
| Maaike Caelers | Einzel     | 2:06:53 h | 41   |
| Rachel Klamer  | Einzel     | 2:04:59 h | 36   |

### Turnen
| Athleten          | Wettbewerb       | Qualifikation | Qualifikation | Finale        | Finale        | Rang |
| Athleten          | Wettbewerb       | Punkte        | Rang          | Punkte        | Rang          | Rang |
| ----------------- | ---------------- | ------------- | ------------- | ------------- | ------------- | ---- |
| Frauen            |                  |               |               |               |               |      |
| Céline van Gerner | Mehrkampf Einzel | 55,632        | 19            | 57,232        | 12            | 12   |
| Céline van Gerner | Sprung           | 13,700        | 53            | ausgeschieden | ausgeschieden | 53   |
| Céline van Gerner | Stufenbarren     | 14,866        | 10            | ausgeschieden | ausgeschieden | 10   |
| Céline van Gerner | Schwebebalken    | 14,100        | 25            | ausgeschieden | ausgeschieden | 25   |
| Céline van Gerner | Boden            | 12,966        | 56            | ausgeschieden | ausgeschieden | 56   |
| Männer            |                  |               |               |               |               |      |
| Epke Zonderland   | Barren           | 15,133        | 18            | ausgeschieden | ausgeschieden | 18   |
| Epke Zonderland   | Reck             | 15,966        | 1             | 16,533        | 1             | Gold |